# Nanase Kiryū
Nanase Kiryū (jap. 木龍 七瀬, Kiryū Nanase; * 31. Oktober 1989 in der Präfektur Kanagawa) ist eine japanische Fußballspielerin, die seit 2014 beim NTV Beleza unter Vertrag steht.

## Karriere

### Verein
Kiryū spielte ab 2002 für den FC Komazawa, ehe sie im Jahr 2007 zum NTV Beleza wechselte. Dort absolvierte sie bis 2013 127 Ligaspiele, in denen sie 40 Tore erzielte, und gewann mehrfach die japanische Meisterschaft und den Kaiserinnenpokal. Zur Saison 2014 wechselte sie zum NWSL-Teilnehmer Sky Blue FC und kehrte im Herbst 2014 zunächst auf Leihbasis zum NTV Beleza zurück. Nachdem ihr Vertrag bei Sky Blue im Januar 2015 aufgelöst worden war, blieb sie fest bei Beleza.

### Nationalmannschaft
Kiryū debütierte im Jahr 2010 in der japanischen Nationalmannschaft und nahm mit dieser unter anderem an den Algarve-Cups 2012 und 2014 teil.

## Erfolge
- 2008, 2010: Gewinn der japanischen Meisterschaft
- 2008, 2009: Gewinn des Kaiserinnenpokal
- 2011: Gewinn der Japan and South Korea Women’s League Championship